# Championnats du monde de cyclisme urbain 2019
Navigation
2018 2021
Les championnats du monde de cyclisme urbain 2019 sont la 3e édition de ces championnats, organisés par l'Union cycliste internationale (UCI) et rassemblant trois disciplines : le trial, le BMX Freestyle Park et le BMX Freestyle Flatland. Ils ont lieu à Chengdu, en Chine, du 5 au 11 novembre 2019.
En 2019, le BMX Freestyle Flatland (ou Flat) fait son apparition mondiaux de cyclisme urbain, où il remplace le cross-country éliminatoire.

## Podiums

### Trial
| Épreuves                  | Or                                                                               | Argent                                                                   | Bronze                                                                            |
| ------------------------- | -------------------------------------------------------------------------------- | ------------------------------------------------------------------------ | --------------------------------------------------------------------------------- |
| Hommes 20 pouces          | Dominik Oswald                                                                   | Borja Conejos                                                            | Ion Areitio                                                                       |
| Hommes 26 pouces          | Sergi Llongueras                                                                 | Nicolas Vallée                                                           | Jack Carthy                                                                       |
| Femmes                    | Nina Reichenbach                                                                 | Vera Barón                                                               | Manon Basseville                                                                  |
| Hommes, juniors 20 pouces | Charlie Rolls                                                                    | Toni Guillén                                                             | Antonio Fraile                                                                    |
| Hommes, juniors 26 pouces | Oliver Widmann                                                                   | Vito Gonzalez                                                            | Daniel Barón                                                                      |
| Par équipes               | Espagne Alejandro Montalvo Toni Guillén Sergi Llongueras Daniel Barón Vera Barón | Suisse Tom Blaser Lucien Leiser Vito Gonzalez Loris Gonzalez Debi Studer | France Nicolas Vallée Charles Chibaudel Louis Grillon Thomas Jeu Manon Basseville |

### BMX freestyle Park
| Épreuves | Or             | Argent         | Bronze                |
| -------- | -------------- | -------------- | --------------------- |
| Hommes   | Brandon Loupos | Logan Martin   | Nick Bruce            |
| Femmes   | Hannah Roberts | Macarena Perez | Charlotte Worthington |

### BMX freestyle Flatland
| Épreuves | Or              | Argent           | Bronze      |
| -------- | --------------- | ---------------- | ----------- |
| Hommes   | Dominik Nekolný | Matthias Dandois | Moto Sasaki |
| Femmes   | Irina Sadovnik  | Misaki Katagiri  | Julia Preuß |

## Tableau des médailles
| Rang | Nation          | Or | Argent | Bronze | Total |
| ---- | --------------- | -- | ------ | ------ | ----- |
| 1    | Allemagne       | 3  | 0      | 1      | 4     |
| 2    | Espagne         | 2  | 3      | 3      | 8     |
| 3    | Australie       | 1  | 1      | 0      | 2     |
| 4    | Grande-Bretagne | 1  | 0      | 2      | 3     |
| 5    | États-Unis      | 1  | 0      | 1      | 2     |
| 6    | Autriche        | 1  | 0      | 0      | 1     |
| 6    | Tchéquie        | 1  | 0      | 0      | 1     |
| 8    | France          | 0  | 2      | 2      | 4     |
| 9    | Suisse          | 0  | 2      | 0      | 2     |
| 10   | Japon           | 0  | 1      | 1      | 2     |
| 11   | Chili           | 0  | 1      | 0      | 1     |
|      | TOTAL           | 10 | 10     | 10     | 30    |